# Мејплтаун (Минесота)
Мејплтаун (енгл. Mapleton) град је у америчкој савезној држави Минесота.

## Демографија
По попису из 2010. године број становника је 1.756, што је 78 (4,6%) становника више него 2000. године.
| Група             | 2000.         | 2010.         |
| Белци             | 1.595 (95,1%) | 1.681 (95,7%) |
| Афроамериканци    | 0 (0,0%)      | 14 (0,8%)     |
| Азијати           | 5 (0,3%)      | 8 (0,5%)      |
| Хиспаноамериканци | 58 (3,5%)     | 34 (1,9%)     |
| Укупно            | 1.678         | 1.756         |